# La Puebla de Almoradiel
La Puebla de Almoradiel – gmina w Hiszpanii, w prowincji Toledo, w Kastylii-La Mancha, o powierzchni 106,13 km². W 2011 roku gmina liczyła 5888 mieszkańców.